# Нечвоглод Микола Миколайович
#biblio2024 Мико́ла Микола́йович Нечвогло́д (30 листопада 1934, Велика Писарівка, Сумська область — 10 вересня 2020, Київ) — український художник-графік та аквареліст, з 1985 р. — член НСХУ. Заслужений художник України (2013 р.).

## З життєпису
М. Нечвоглод почав малювати в дитинстві під тремтячим вогником каганця. Батько підтримував захоплення сина і дозволяв малювати до пізньої ночі. А коли з війни повернувся живописець П. Обідець, то годинами юний художник розглядав, як він малював на папері або створював захоплюючі композиції на полотні. Все це розвивало творчу уяву юнака, який вже з 16 років почав працювати самостійно як художник-оздоблювач. Це були численні замовлення на святкове оздоблення майданів під час культурно-мистецьких заходів Великої Писарівки.
Микола Миколайович був знайомий з місцевими творчими діячами – художником І. Курочкою та кобзарем Є. Мовчаном, але знаковою для нього стала зустріч з вчителем образотворчого мистецтва М. Бончевським.  Студійні заняття під його керівництвом вплинули на формування художніх здібностей майбутнього митця.
Дитяче враження від гербарію, який подарувала тітка його братові, надовго запало в серце майбутнього художника і посіяло добрі паростки.  Мабуть, з того все і почалося. «Що за краса відкривалася мені на сторінках альбому! Я милувався гербарієм годинами. Кожен листок мав такий дивовижний візерунок, що дух захоплювало від неповторних  ліній, які нагадували вишукане павутиння», – розповідав Микола Миколайович. Мабуть тому він спочатку опанував вишуканий вид образотворчого мистецтва – графіку: «Так графіка стала моєю професією, бо я гостро відчуваю всю красу мистецького твору, де панує лінія, штрих, світлотіньові градації. А особливий світ художніх галерей, музеїв, де зберігаються твори світового рівня, вплинули на прагнення стати справжнім художником», – розповідав художник. Поступово закладалося міцне підґрунтя для майбутньої творчості М. Нечвоглода, але враження юності він зберіг протягом усього життя. 
Художню освіту М. Нечвоглод отримав в Українському Поліграфічному інституті ім. Федорова в 1971 році (нині Українська академія друку), де обрав факультет книжкової ілюстрації.Педагогом з фаху був М. Іванов.
М. Нечвоглод скрупульозно будує свій самобутній світ прекрасного, де є місце любові, відвертості, мудрості, добру. Ми вже згадували, що формування мистецької культури художника проходило через засвоєння образної майстерності художників минулої епохи. Саме на такому вагомому підґрунті плекалася власна, нечвоглодівська, палітра, в якій головними акцентами стали академічний малюнок та  поліфонічна гама живопису.
З особливим захопленням Нечвоглод звертається до різних пір року. Він вважає, що на весняних пленерах краще всього можна відчути усі тонкощі кольорової гами. Дійсно, пейзажі весняної пори, створені Миколою Миколайовичем, сповнені емоційності, динаміки, вишуканої краси. В них відчувається свіже повітря, ніжні напівтони мотивів надвечір’я, прозорі вуалі ранкових краєвидів. В пейзажах особливого значення набувають світлотіньові контрасти, узагальнення об’ємів. Саме такими є картина «Перші черешні» (1983) та панорамні композиції карпатських мотивів. Захоплює дух від мотивів, створених на узбережжі Криму. Зірке око художника підмічає спалахи сонця, які створюють розсипи перлинових відблисків на морських хвилях. Саме такими, сповненими динаміки та романтичного настрою, стали полотна  «Ранок в Криму» та «Бухта Чехова». Слід відзначити серію картин, присвячених Севастополю. На них вирує краса романтичних бухт, оповитих вуаллю туманних горизонтів з крейсерами, човнами, парусниками. Прозорі кольори створюють особливий музичний стан морських композицій, які бентежать почуття. Майстер вдало розставляє акценти на своїх картинах, сповнених присутності людини. Особливою життєдайністю філософською заглибленістю наповнені твори, на яких вирує серпантин доріг, милують око набережні, храмові споруди. Для тих, хто любить подорожувати, твори М. Нечвоглода просто знахідка. Крізь призму його мистецького бачення можна отримати справжнє задоволення від розкішних кримських мотив, романтичних гірських краєвидів Закарпаття, в яких відчувається велич первозданної природи. Мабуть, у цьому і є майстерність художника. «Гори Північного Кавказу», «Синевір узимку», «Ранок у Карпатах».                              У поїздці по Заполяр’ю Микола Миколайович відтворив композиції, які передають складні умови життя трудівників півночі: «Фіорди», «Кораблі на рейді», «Ракетоносці». Йому близька тема людини – активного будівника демократичного суспільства, бо все своє життя він займався громадською діяльністю, присвячуючи свій час турботам про інших людей. М. Нечвоглод член Національної спілки художників України, активіст громадської організації «Сумське земляцтво у Києві», має численні грамоти, подяки, дипломи, лауреат мистецької премії. 
В творчому доробку митця історична тема зайняла особливе місце. Так, в картинах, створених художником на теренах історико-культурного заповідника «Посулля», дихає історія українського козацтва з прадавніми таємницями скіфських курганів, знаковими місцями, пов’язаними зі світочем українського слова Т. Шевченко. В контексті вище сказаного слід назвати роботи: «Церква св. Трійці у Пустовійтівці», «Хата Президента», «Партизанський ліс», «Історичний Ромен». В цих творах Микола Миколайович прагне документальності, історичної глибини, правдивості.
У графічних серіях митець легко оперує лаконічними засобами художньої виразності використовуючи олівець, сангіну, вугілля. Тому його композиції із зображеннями лісів приваблюють особливою напругою могутніх крон вікових дубів, так схожих на таємничі казкові сюжети.
Спостерігаючи за творчістю М. Нечвоглода, постійно збагачуєшся приємними відкриттями. Так експозиція в його майстерні містить найулюбленіші твори художника. Особливу увагу привертають невеличкі етюди, сповнені тепла, любові, життєдайної енергетики. М’яка палітра, глибокі світлотіньові рефлекси, втілення романтичного настрою у панорамних композиціях – все це Нечвоглод, із властивим йому клопітливим дослідженням, пошуками прозорості кольорів.
Колекція творів свідчить, що митець розкривається у всій своїй безпосередності, знаходячись на гребені творчого піднесення. Графічні роботи характеризують Нечвоглода як гостро сюжетного репортажиста. В його доробку значне місце посідає серія композицій, присвячених космонавтам, науковцям, письменникам, історичним діячам. Ці роботи створені в різноманітних складних графічних техніках, над художньою виразністю яких майстер працює й досі. Надзвичайною енергією віє від картин, створених у техніці сангіни: «Генуезька фортеця», «За полярним колом», «Вхід до Воронцовського палацу», «На батьківщині О. Олеся». Саме в них вдало розкривається внутрішній стан художника, сповнений філософського бачення та палкого прагнення передати своє натхнення іншим…
Художник завжди вірний історичній правді, готовий до нових звершень, відкритий для спілкування. В живопису він прагне об’єднати такі споконвічні поняття як віра, надія та любов. Цим насичені його найкращі твори, з таким світоглядом він і живе, створюючи свій світ добра і надії. Крізь призму творчості Миколи Нечвоглода промовляє відверта душа митця.
Художнику є що сказати людям. Незважаючи на велику кількість створених доробків, цікавих творчих знахідок, він вважає, що найкраща робота ще попереду. Хоч би який куточок української землі відтворював М. Нечвоглод у своїх пейзажах, кожен його твір по своєму відображує нашу мальовничу українську природу. Одвічні переміни різних пір року красномовно промовляють на картинах митця самобутніми мотивами, де є місце торжествуючої весни, мажорним акордам осені, романтичним білосніжним зимовим краєвидам. В них співає відкрита душа митця, який присвятив все своє життя мистецтву і не чекає оплесків…
Персональні та групові виставки :
Місто Кіровоград (1980), м. Суми (1981), м.Черкаси (1982), м.Вінниця (1983), м. Київ, галерея "Митець" (1995, 2010 ), КПІ (1996), Академія внутрішніх справ (1997, 2005), м. Ужгород (1999), Національний університет ім. Тараса Шевченка (2000), Монетний двір (2001), Українське представництво ООН у м. Києві (2003), м. Переяслав - Хмельницький (2003).
Серед робіт художника:
| Берег моря у гурзуфі                          | Квіти і яблука              |
| Воронцовский дворец                           | Бухта А.П. Чехова в Гурзуфі |
| Осінь в алушті                                | Зимній ліс                  |
| Весна в гурзуфі                               | Прикарпаття                 |
| Квіти і вишні                                 | Пущеводиця                  |
| Море в очакові                                | Дерево у озера              |
| Детский пляж в Алуште                         | 4 снігура 4 чижа            |
| Лодочные гаражи в Алуште                      | Айстри                      |
| На березі моря в євпаторії                    | Літній гай                  |
| Літне озеро                                   | В парку в Євпаторії         |
| Канівське море                                | Кримські гори               |
| Переяслав-Хмельницький околиці канівське море | Чорне море                  |
| У Гідропарку                                  | Очаків ост. Березань        |
| Біля азовського моря                          | Дерево біля моря            |
| Біля моря                                     | Крутий берег моря           |
| Серпневий вечір                               | Полонини                    |
| Могилів-Подільський                           | Фіалкове небо               |
| Гори                                          | Натюрморт 1976 рік          |
| Цветы                                         | Ромашки                     |
| Планерське-Крим                               | Гладиолусы                  |
| Три гладиолуса                                | Літо                        |
| Стара мечеть в Євпаторії                      | Натюрморт 1987 р.           |

## Галерея
https://www.nechvoglod.com
https://t.me/nechvoglodmm
https://www.instagram.com/nechvoglod_picture/

## Джерело
- Офіційний сайт
- НСХУ

| українська персоналія | Це незавершена стаття про особу, що має стосунок до України. Ви можете допомогти проєкту, виправивши або дописавши її. |